# سان ماركوس (غواتيمالا)
سان ماركوس هي بلدية في غواتيمالا، تتبع إقليم سان ماركوس، بلغ عدد سكانها 48,913  نسمة في 2002، تبلغ مساحتها 121 كيلومتر مربع، رمزها البريدي هو 12001.

## الموقع
تشترك في الحدود مع:
- Tajumulco [الإنجليزية]‏
- Comitancillo [الإنجليزية]‏
- San Lorenzo, San Marcos [الإنجليزية]‏
- سان بيدرو سكاتيبيكيز، سان ماركوس
- Tejutla, San Marcos [الإنجليزية]‏
- San Cristóbal Cucho [الإنجليزية]‏
- Esquipulas Palo Gordo [الإنجليزية]‏
- Nuevo Progreso, San Marcos [الإنجليزية]‏
- San Pablo, San Marcos [الإنجليزية]‏
- San Rafael Pie de la Cuesta [الإنجليزية]‏
- Ixchiguán [الإنجليزية]‏.

## المناخ
يظهر الجدول التالي التغييرات المناخية على مدار السنة لسان ماركوس:
| البيانات المناخية لـسان ماركوس    | البيانات المناخية لـسان ماركوس | البيانات المناخية لـسان ماركوس | البيانات المناخية لـسان ماركوس | البيانات المناخية لـسان ماركوس | البيانات المناخية لـسان ماركوس | البيانات المناخية لـسان ماركوس | البيانات المناخية لـسان ماركوس | البيانات المناخية لـسان ماركوس | البيانات المناخية لـسان ماركوس | البيانات المناخية لـسان ماركوس | البيانات المناخية لـسان ماركوس | البيانات المناخية لـسان ماركوس | البيانات المناخية لـسان ماركوس |
| الشهر                             | يناير                          | فبراير                         | مارس                           | أبريل                          | مايو                           | يونيو                          | يوليو                          | أغسطس                          | سبتمبر                         | أكتوبر                         | نوفمبر                         | ديسمبر                         | المعدل السنوي                  |
| --------------------------------- | ------------------------------ | ------------------------------ | ------------------------------ | ------------------------------ | ------------------------------ | ------------------------------ | ------------------------------ | ------------------------------ | ------------------------------ | ------------------------------ | ------------------------------ | ------------------------------ | ------------------------------ |
| متوسط درجة الحرارة الكبرى °م (°ف) | 17.4 (63.3)                    | 17.8 (64.0)                    | 19.4 (66.9)                    | 20.3 (68.5)                    | 20.5 (68.9)                    | 19.7 (67.5)                    | 19.6 (67.3)                    | 20.1 (68.2)                    | 19.6 (67.3)                    | 18.8 (65.8)                    | 18.3 (64.9)                    | 17.8 (64.0)                    | 19.1 (66.4)                    |
| المتوسط اليومي °م (°ف)            | 10.0 (50.0)                    | 10.3 (50.5)                    | 11.8 (53.2)                    | 13.3 (55.9)                    | 14.8 (58.6)                    | 14.8 (58.6)                    | 14.5 (58.1)                    | 14.4 (57.9)                    | 14.5 (58.1)                    | 13.6 (56.5)                    | 11.9 (53.4)                    | 11.0 (51.8)                    | 12.9 (55.2)                    |
| متوسط درجة الحرارة الصغرى °م (°ف) | 2.6 (36.7)                     | 2.8 (37.0)                     | 4.2 (39.6)                     | 6.4 (43.5)                     | 9.1 (48.4)                     | 9.9 (49.8)                     | 9.5 (49.1)                     | 8.7 (47.7)                     | 9.5 (49.1)                     | 8.5 (47.3)                     | 5.6 (42.1)                     | 4.2 (39.6)                     | 6.8 (44.2)                     |
| الهطول مم (إنش)                   | 7 (0.3)                        | 6 (0.2)                        | 28 (1.1)                       | 70 (2.8)                       | 237 (9.3)                      | 352 (13.9)                     | 269 (10.6)                     | 301 (11.9)                     | 321 (12.6)                     | 227 (8.9)                      | 20 (0.8)                       | 15 (0.6)                       | 1٬853 (73)                     |
| المصدر: Climate-Data.org          |                                |                                |                                |                                |                                |                                |                                |                                |                                |                                |                                |                                |                                |

## أعلام
- خوستو روفينو باريوس
- خوسيه ماريا رينا باريوس